# Кичкальнинское сельское поселение

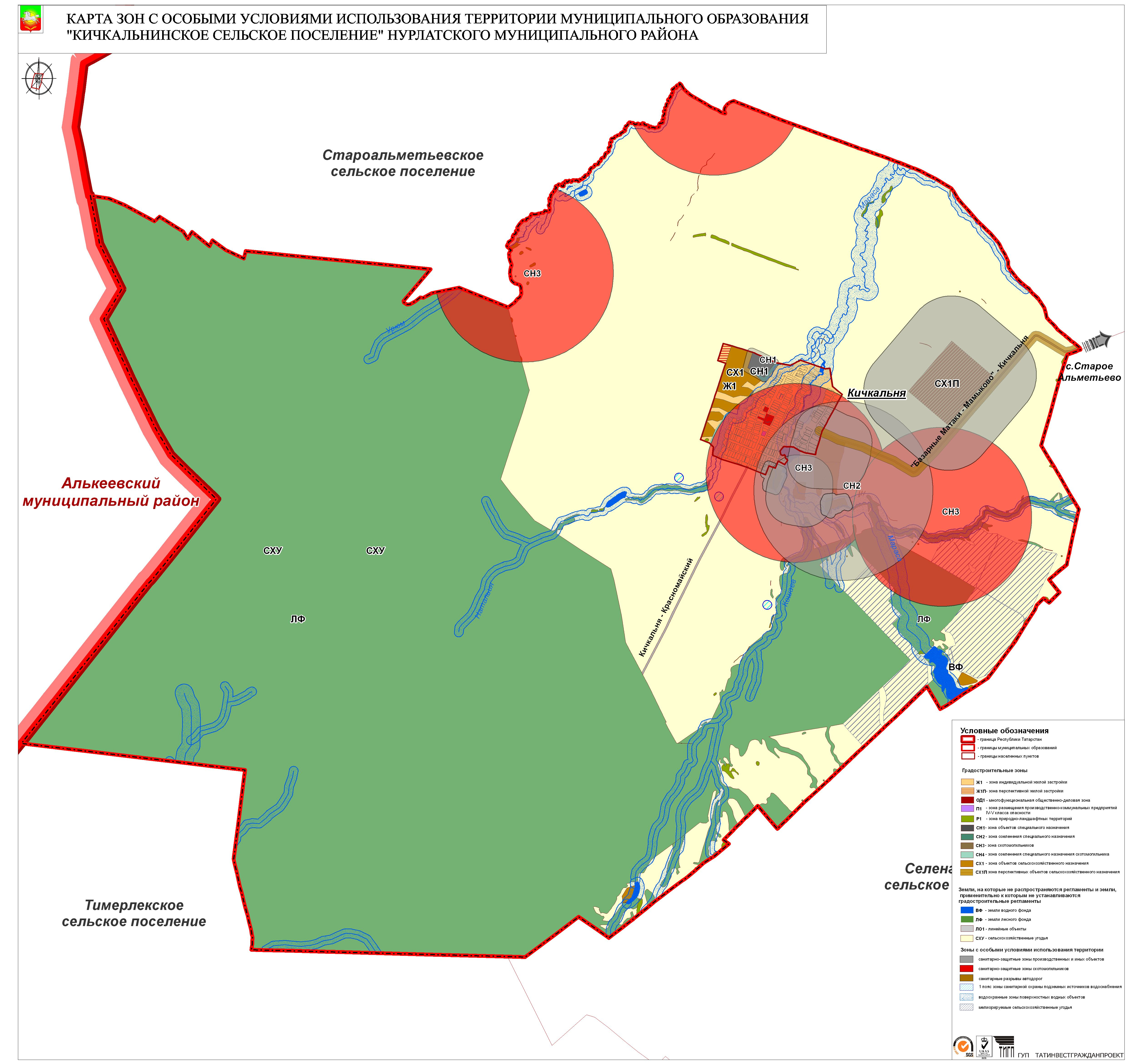
Карта зон с особыми условиями использования территории муниципального образования «Кичкальнинское сельское поселение».

Кичкальнинское се́льское поселе́ние (тат. Кычытканлы авыл җирлеге) — муниципальное образование в Нурлатском районе Татарстана Российской Федерации.
Административный центр — село Кичкальня.

## История
Статус и границы сельского поселения установлены Законом Республики Татарстан от 31 января 2005 года № 32-ЗРТ «Об установлении границ территорий и статусе муниципального образования "Нурлатский муниципальный район" и муниципальных образований в его составе».

## Население
| 2010 | 2011 | 2012 | 2013 | 2014 | 2015 | 2016 |
| ---- | ---- | ---- | ---- | ---- | ---- | ---- |
| 623  | ↘620 | ↘595 | ↘581 | ↘553 | ↘541 | ↘525 |
| 2017 | 2018 | 2019 | 2020 |      |      |      |
| ↘513 | ↘492 | ↘472 | ↘463 |      |      |      |

## Состав сельского поселения
| № | Населённый пункт | Тип населённого пункта       | Население |
| - | ---------------- | ---------------------------- | --------- |
| 1 | Кичкальня        | село, административный центр | ↘463      |